# Отрар
Отрар (на казахски: Отырар), наричан също Фараб, е исторически град в Централна Азия.
Разположен е при вливането на река Аръс в Сърдаря, край днешното село Талаптъ в Южноказахстанска област на Казахстан, в центъра на оазис. Основан е не по-късно от VIII век и през следващите столетия е важен търговски център на Пътя на коприната, като последователно е част от държавата на Караханидите и от Хорезъм. През 1219 година е разрушен от монголците, по-късно е възстановен, но не възстановява предишния си блясък. Градът постепенно запада и в началото на XIX век е окончателно изоставен.

## Известни личности
Починали в Отрар
- Тимур (1336 – 1405), владетел